# Търнър
Вижте пояснителната страница за други значения на Търнър.
Търнър (на английски: Turner) е град в окръг Мариън, щата Орегон, САЩ. Търнър е с население от 1199 жители (2000) и обща площ от 4,1 km². Намира се на 87,5 m надморска височина. ЗИП кодът му е 97359, 97392, а телефонният му код е 503.